# La Fiancée du village
Pour plus de détails, voir Fiche technique et Distribution.
La Fiancée du village (村の花嫁, Mura no hanayome) est un film muet japonais réalisé par Heinosuke Gosho et sorti en 1928.
Le film est considéré comme perdu mais son scénario est préservé.

## Synopsis
Oshizu est fiancée à Ken'ichi, un jeune homme modèle, engagé dans la Marine. Sa conduite exemplaire fait la fierté du village. Un jour alors qu'il rentre de permission, Oshizu qui vient à sa rencontre est renversée par l'attelage du cocher et en reste handicapée. Ken'ichi l'assure que la situation ne change rien à leur amour et tient parole.
Ken'ichi devenu responsable de la construction d'une route, c'est Okinu, la jeune sœur d'Oshizu qui lui apporte ses paniers repas. Cette dernière en éprouve de la jalousie. Dans l'espoir de se rétablir, elle demande à Yasu, le colporteur de l'emmener à l'hôpital de la ville. Mais le gredin la viole dans l'auberge. La rumeur se répand et l'opprobre est jetée sur la jeune fille. Ken'ichi lui demande des explications mais elle ne cesse de pleurer.
Pour les habitants du village, il n'est pas envisageable que Ken'ichi, érigé en modèle, épouse une femme qui a perdu sa réputation. Oshizu ne supporte plus d'être engagée à Ken'ichi et pousse Okinu à prendre sa place. Ken'ichi fini par céder et à accepter de se marier à Okinu,.

## Fiche technique
- Titre : La Fiancée du village
- Titre original : 村の花嫁 (Mura no hanayome?)
- Réalisation : Heinosuke Gosho
- Scénario : Heinosuke Gosho, sous le pseudonyme de Kyota Momozono[1] et Akira Fushimi
- Photographie : Mitsuo Miura
- Société de production : Shōchiku
- Pays d'origine :  Empire du Japon
- Format : noir et blanc - 1,33:1 - 35 mm - muet
- Genre : drame
- Durée : 8 bobines - métrage : 2 510 m[3]
- Date de sortie :
  - Empire du Japon : 27 janvier 1928[3]

## Distribution

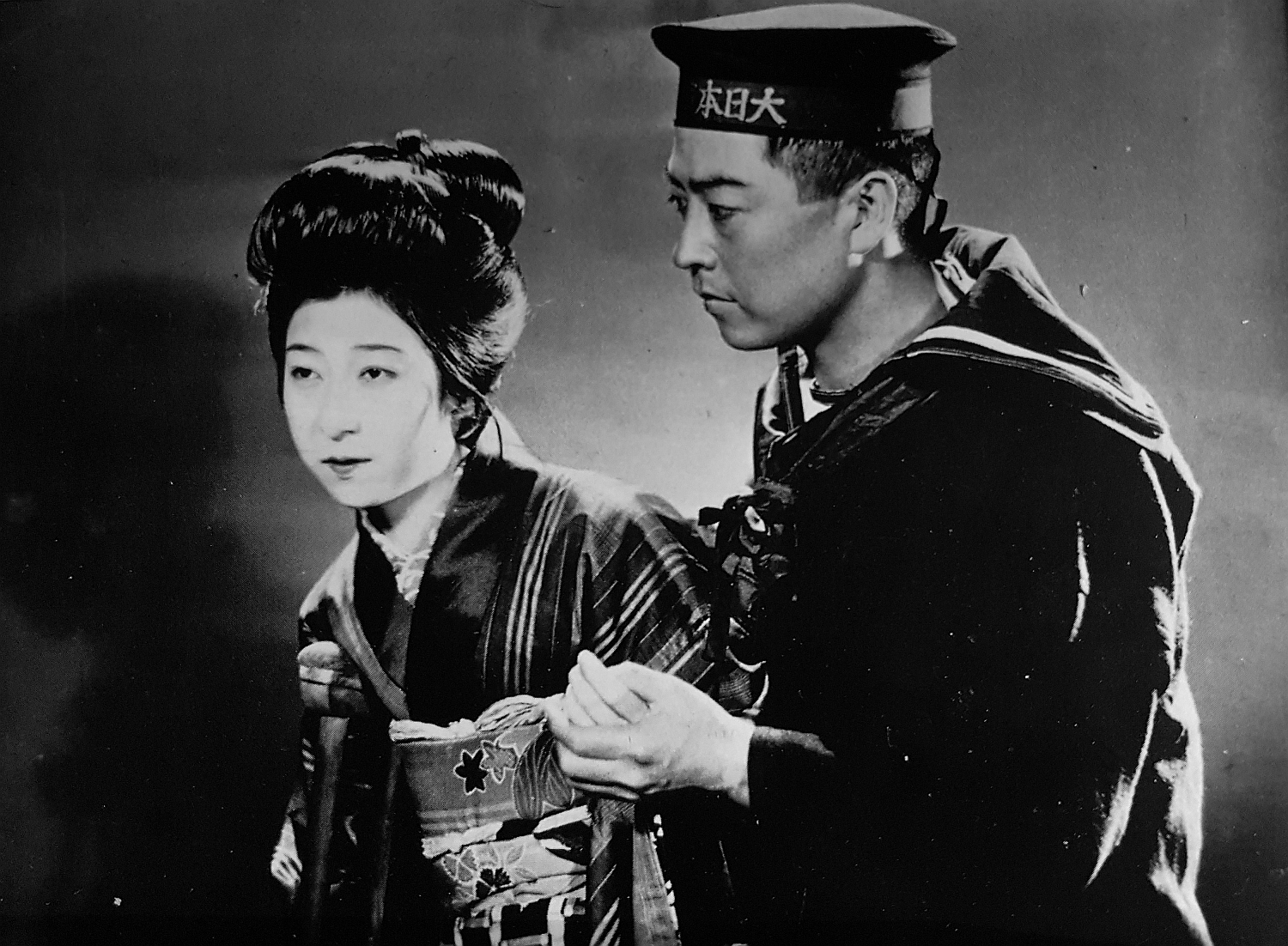
Emiko Yagumo et Ryūji Ishiyama dans La Fiancée du village (1928)

- Harurō Takeda : Jinbei, le barbier
- Emiko Yagumo : Oshizu, sa fille aînée
- Kinuyo Tanaka : Okinu, sa fille cadette
- Shōichi Kofujita : Shoji, son jeune fils
- Ryūji Ishiyama : Ken'ichi Naganuma
- Eiko Takamatsu : Oyoshi, la mère de Ken'ichi
- Hikaru Hoshi : Yasu, le colporteur
- Arai Atsushi : Shigesaku, membre de l'assemblée du village
- Hiroo Wakabayashi : Genko, le cocher

## Autour du film
La Fiancée du village est le 20e film de Heinosuke Gosho, il est classé au 6e rang des dix meilleurs films japonais de l'année 1928 par la revue Kinema Junpō. Le critique Masa Iishima écrit après avoir vu le film : « J'ai ressenti une très forte émotion en réalisant que le cinéma japonais en était arrivé à ce niveau. Avec lui, le cinéma japonais pouvait enfin s'aligner sur les plus grandes œuvres du reste du monde ».